# Arnold Rothstein
Arnold "The Brain" Rothstein (New York, 17 januari 1882 - aldaar (Manhattan), 4 november 1928) was een Amerikaanse zakenman en gokker, en hij was een van de belangrijkste leiders uit het milieu van de georganiseerde misdaad. Hij werd bekend met het honkbal-schandaal, het Black Sox Schandaal, dat tijdens de World Series in 1919 plaatsvond. Zijn reputatie maakte van hem een bekende figuur en verscheidene fictionele personages werden op hem gebaseerd. Schrijver F. Scott Fitzgerald baseerde het personage Meyer Wolfsheim uit het boek The Great Gatsby op hem. En ook Nathan Detroit uit het verhaal "The Idyll of Miss Sarah Brown" van Damon Runyon werd op Rothstein gebaseerd. Het verhaal diende in 1955 als scenario voor de film Guys and Dolls. In die film wordt Nathan Detroit vertolkt door Frank Sinatra.
Misdaadschrijver Leo Katcher meende dat "Rothstein van de maffia een echt zakelijk bedrijf maakte waarin er minder ruimte was voor impulsief, bruut geweld. Hij veranderde de georganiseerde maffia in een corporatie, waarvan hij de baas was". Volgens schrijver Rich Cohen was Rothstein "de eerste die inzag dat je geld kon verdienen aan de drooglegging. Hij was de eerste die echt inzag wat kapitalisme betekende". Cohen ging zelfs verder en noemde hem "de Mozes van de Joodse gangsters. Hij was de rijkeluiszoon die aan de arme criminelen toonde hoe je geld kon verdienen. Hij leerde ze wat stijl was". Later zou de bekende maffiabaas Charles "Lucky" Luciano zeggen dat "Rothstein hem geleerd had hoe hij zich moest kleden".

## Biografie

### Beginjaren
Arnold Rothstein was de zoon van Abraham Rothstein, een gerespecteerde Joodse zakenman. Hij was erg goed in wiskunde en hield zich reeds op jonge leeftijd bezig met illegale praktijken, terwijl zijn oudere broer studeerde om rabbijn te worden. Rond 1910 verhuisde hij naar de buurt Tenderloin op Manhattan, waar hij een belangrijk casino oprichtte. Hij investeerde ook in een hippodroom in Havre de Grace in Maryland. Regelmatig werd er vals gespeeld tijdens de paardenwedstrijden waardoor Rothstein veel geld verdiende. Hij had goede bronnen die voortdurend informatie leverden waardoor hij van bijna alles op de hoogte was. Hierdoor kon hij vaak beredeneerd gokken en veel geld verdienen. Toen hij 30 jaar oud was, was hij reeds een miljonair.

### World Series in 1919

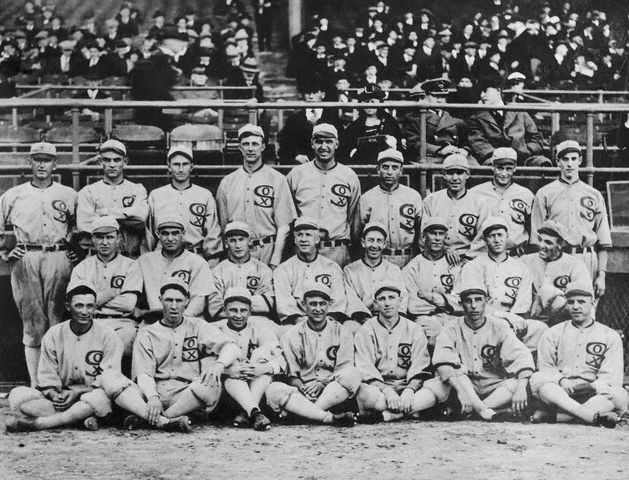
De ploegfoto van Chicago White Sox in 1919.

In 1919 slaagde Rothstein er in om spelers van de honkbalclub Chicago White Sox om te kopen. Hij gaf ze geld om te verliezen tijdens de World Series. Vervolgens zette hij zelf een groot bedrag in op de tegenpartij waardoor hij veel geld won. Dit omkoopschandaal ging de geschiedenis in als het Black Sox Schandaal.
Later moest Rothstein naar Chicago, waar hij voor een jury moest verschijnen. Het schandaal werd onderzocht en dus werd Rothstein ondervraagd. Hij deed zich voor als een keurige zakenman die zijn naam wilde zuiveren. Omdat de aanklagers geen bewijs hadden, werd Rothstein niet schuldig bevonden. Tijdens zijn verklaring zei Rothstein onder andere dit:
"Alles begon toen Abe Atell en enkele andere, zielige gokkers besloten om met de World Series te knoeien om zo veel geld te verdienen. Iedereen weet dat ze me vroegen of ik ook wilde meedoen en mijn vrienden weten dat ik weigerde om mee te doen. Ik twijfel er niet aan dat Abe mijn naam toch heeft laten vallen. Er zijn al slimmere mannen dan Abe geweest die dat ook geprobeerd hebben. Maar ik heb niet meegedaan. Toen ik wist wat er aan de hand was, heb ik me teruggetrokken."
Rothstein had inderdaad geweigerd om op het voorstel van Abe Atell in te gaan. Hij was echter wel ingegaan op het voorstel van de gokker Joseph "Sport" Sullivan. Het voorstel van Sullivan was volledig hetzelfde als dat van Atell. Omdat Rothstein inzag dat er veel gokkers met het omkopen bezig waren, besloot hij mee te doen. Zodra iemand hem zou beschuldigen, kon hij de schuld doorschuiven naar een van de vele andere gokkers die er al dan niet bij betrokken waren. Rothstein legde het als volgt uit aan Sullivan:
"Als een meisje het bed deelt met negen mannen. Wie gaat haar dan geloven als ze zegt dat een tiende man de vader van haar kind is?"
Een andere theorie rond het omkoopschandaal stelt dat Rothstein zowel met Atell als Sullivan samenwerkte.

### Travers Stakes
Travers Stakes is een bekende paardenrace in Saratoga Springs, New York. Het paard Sporting Blood won in 1921 de wedstrijd onder verdachte omstandigheden. Het paard was eigendom van Arnold Rothstein. Hij had de hulp ingeroepen van een gerenommeerde trainer, Sam Hildreth, die vervolgens een erg snel paard, Grey Lag, liet deelnemen. Terwijl iedereen geld op Grey Lag inzette, gokte Rothstein op Sporting Blood. Net voor de race haalde Hildreth Grey Lag uit de race. Sporting Blood won en Rothstein verdiende $ 500.000 met deze wedstrijd. Er is nooit bewezen dat er sprake was van een samenzwering.

### Drooglegging
Het begin van de drooglegging stond op til en dus begon Rothstein te investeren in de illegale drankhandel en drugs. Zijn misdaadorganisatie kon rekenen op enkele bekende misdadigers, onder wie Charles "Lucky" Luciano, Jack "Legs" Diamond, Dutch Schultz en Meyer Lansky. Het leverde hem enkele bijnamen op: Mr. Big, The Fixer, The Man Uptown, The Big Bankroll en The Brain. Rothstein werd vaak gevraagd om te helpen wanneer er problemen waren met verschillende bendes. Zijn kantoor was het restaurant Lindy's in Manhattan. Hij zou er regelmatig voor de deur staan met enkele lijfwachten om hem heen. Hij deed dan zaken op de straathoek. Hij gokte zelf en verdiende geld met het innen van gokschulden.

### Dood
Op 3 november 1928 werd Arnold Rothstein neergeschoten in het Park Central Hotel op Manhattan. Een dag later stierf hij in het Stuyvesant Polyclinic Hospital aan zijn verwondingen. De moord werd meteen gelinkt aan een pokerwedstrijd waar hij een maand eerder aan had deelgenomen. De wedstrijd was enkel voor spelers met veel geld en er stonden dan ook grote bedragen op het spel. Rothstein kende heel wat pech tijdens het spel en had op het einde van het spel zo'n $ 320.000 aan schulden. Hij weigerde te betalen omdat hij vond dat er geknoeid was met het spel.
George "Hump" McManus werd verdacht en gearresteerd, maar werd vrijgelaten wegens een gebrek aan bewijzen. Rothstein weigerde net na de moordaanslag om met de politie te praten. Toen ze vroegen wie het was zei hij dat "ze zich met hun eigen zaken moesten bezighouden". Later zei hij ook nog spottend dat "het zijn moeder was". Rothstein werd begraven op een kerkhof in Queens (New York).
Misdaadjournalist Paul Sann haalde in zijn boek Kill the Dutchman een andere theorie aan. Hij dacht dat Dutch Schultz achter de moord zat. Schultz had een ernstig conflict met Jack Diamond en besloot om Rothstein te (laten) vermoorden omdat hij Diamond hielp, aldus Paul Sann.
Na de dood van Rothstein werden al zijn zaken overgenomen door Lucky Luciano, Meyer Lansky, Bugsy Siegel en andere collega's van Rothstein. Bovendien zorgde zijn dood ook voor het einde van het corrupte, Democratische systeem, beter bekend als Tammany Hall. Het betekende ook het begin van de periode waarin burgemeester Fiorello La Guardia aan de macht kwam in New York.

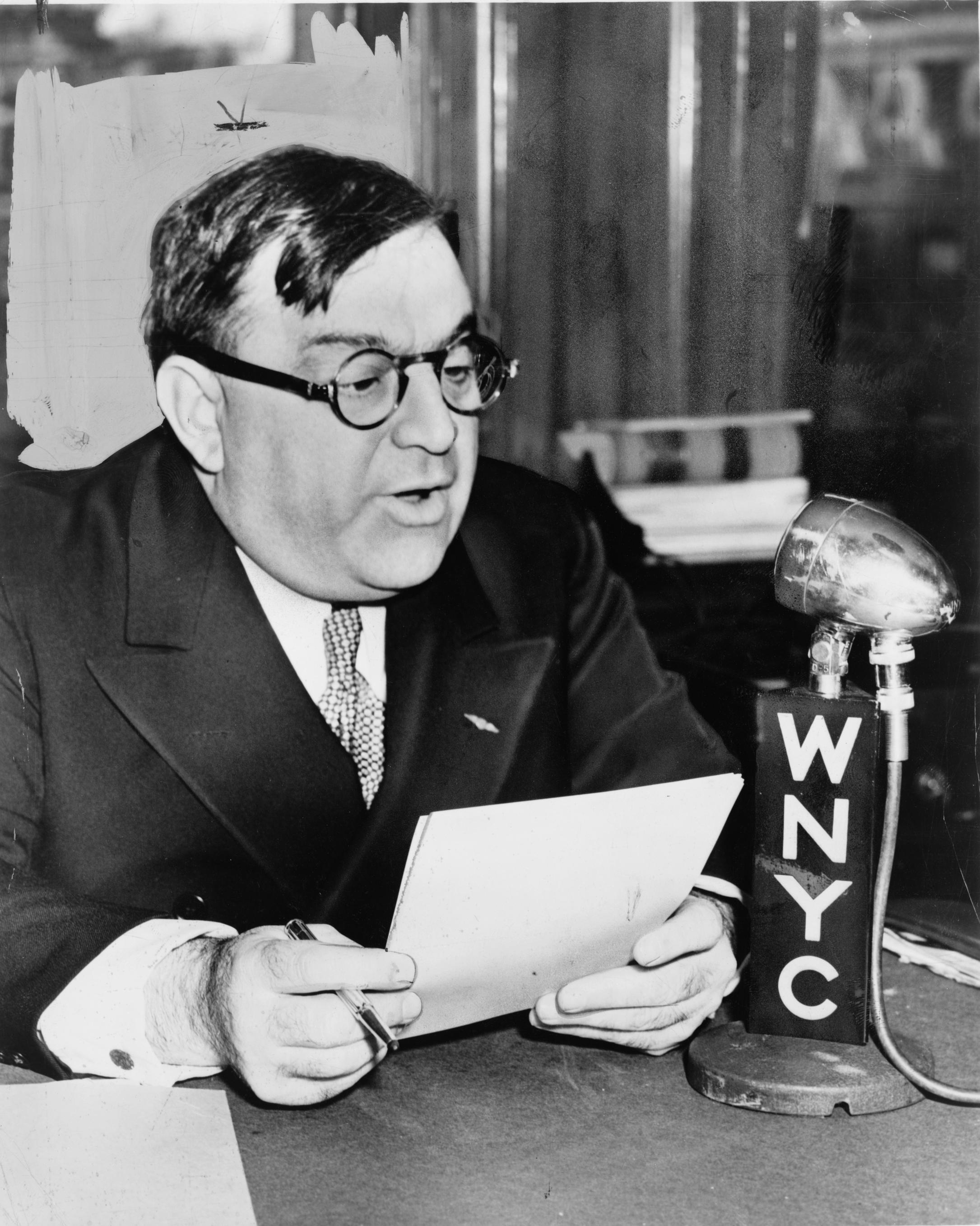
Na het verdwijnen van Rothstein en diens politieke macht kwam Fiorello La Guardia (foto) aan de macht in New York.

## Cultuur
- Arnold Rothstein diende als basis voor het personage Meyer Wolfsheim uit het boek The Great Gatsby van schrijver F. Scott Fitzgerald.
- Rothstein speelde in 1911 een legendarische poolwedstrijd tegen Jack Conway uit Philadelphia. De wedstrijd duurde twee dagen lang en leverde een verlies van $10.000 op voor Conway. Deze wedstrijd diende als inspiratie voor de openingsscène van de film The Hustler waarin Minnesota Fats, gespeeld door Jackie Gleason, en Fast Eddie Felson, gespeeld door Paul Newman, het twee dagen tegen elkaar opnemen.
- Nathan Detroit is een personage uit Guys and Dolls (1955) en werd gebaseerd op Rothstein.
- Het personage Hyman Roth, gespeeld door Lee Strasberg, uit The Godfather Part II (1974) is een gedeeltelijke hommage aan Rothstein. In een verwijderde scène, die op dvd van de film staat, wordt er gesproken over de World Series uit 1919 en het omkoopschandaal.
- Arnold Rothstein werd door de volgende acteurs vertolkt: F. Murray Abraham in Mobsters (1991), David Janssen in King of the Roaring 20s (1961), Michael Lerner in Eight Men Out (1988) en Michael Stuhlbarg in de tv-serie Boardwalk Empire.